# Hetz (Partei)
Der Chetz (hebräisch חֵץ Chetz, deutsch ‚Pfeil‘, als Akronym ח״ץ eine Abkürzung von [מִפְלָגָה] חִילּוֹנִי צִיּוֹנִית [Miflagah] Chillōnīt Zijjōnīt, deutsch ‚Säkulare Zionistische [Partei]‘, Plene: [מפלגה] חילונית ציונית) war eine säkulare zionistische Partei in Israel. Sie ist durch eine Abspaltung von Schinnui entstanden.

## Geschichte
Der Chetz (Säkulare Zionisten) entstand während der 16. Legislaturperiode der Knesset durch Abspaltung von Schinnui. Bei der Kandidatenaufstellung für die Wahlen in Israel 2006 unterlag Avraham Poraz Ron Levintal als Spitzenkandidat. Daraufhin brach er mit der Partei und gründete am 26. Januar 2006 gemeinsam mit zehn weiteren Knesset-Mitgliedern des Schinnui die Säkularen Zionisten.
Am 5. Februar 2006 verließen Chemi Doron und Eliʿeser Sandberg die Säkularen Zionisten und gründeten die Partei Nationales Zuhause.
Für die Wahlen 2006 konnte sich die neue Partei nicht mehr registrieren lassen. Auch der Versuch, mit Tafnit eine Allianz für die Wahlen zu gründen, scheiterte. Schließlich gingen sie mit der kleinen Partei Bürger und Staat zusammen, die zu den Wahlen als Chetz antrat. Die Verbindung erzielte 0,33 Prozent der Wählerstimmen (absolut 10113 Stimmen), die für einen Einzug in die Knesset nicht reichten. Sie konnte aber stimmenmäßig den Schinnui schlagen, der bei der Wahl 4675 Stimmen erzielte (0,16 %).
Im Vorfeld zu den Wahlen in Israel 2009 versuchte Chetz, eine Listenverbindung mit den Grünen zu bilden, welche schlussendlich nicht zustande kam.
Tzipi Livni übernahm die Partei in 2012 inklusive des Parteivermögens von 1,8 Millionen NIS und formte daraus HaTnuʿah. Von Kadima wechselten sieben Mitglieder der Knesset zu der nunmehr umbenannten Partei.

## Ausrichtung
Die politische Ausrichtung des Chetz (Säkulare Zionisten) orientiert sich am Schinnui. So war er in der politischen Mitte, bei liberalen Gedanken und Säkularismus zu verorten. Er vertrat die Einführung einer Verfassung, die die Trennung zwischen Religion und Staat, Zivilehe und die Aufhebung der Vorteile für orthodoxe Juden (Ausnahme vom Wehrdienst sowie staatliche Subvention für Jeschivot) vorsah.

## Abgeordnete in der Knesset
| Knesset (Anzahl Mandate) | Abgeordnete der Knesset | Anmerkungen                                                                                           |
| ------------------------ | --- | --- |
| 16. (11)                 | Viktor Brailovsky, Aharon Brison, Reshef Chayne, Chemi Doron, Erela Golan, Josef Lapid, Eti Livni, Meli Polishook-Bloch, Avraham Poraz, Eliʿeser Sandberg, Ilan Schalgi | Chemi Doron und Eliʿeser Sandberg verließen die Säkularen Zionisten und gründeten Nationales Zuhause. |